# La leggenda del Vento del Nord
La leggenda del Vento del Nord (La leyenda del viento del Norte) è un film d'animazione spagnolo del 1992 diretto dal basco Juan Bautista Berasategi (originariamente attribuito a Maite Ruiz de Austri e Carlos Varela), basato su una storia di Gregorio Muro e Josean Muñoz e prodotto da Episa e Euskal Pictures International.
È stato prodotto in Spagna con il titolo provvisorio Balleneros (titolo basco: Balearenak), prima di essere pubblicato nel 1992 come La leyenda del viento del Norte (spagnolo), La légende du vent du nord (francese) e Ipar haizearen erronka (basco).
Originariamente, il film uscito era stato attribuito a Maite Ruiz de Austri e Carlos Varela, ma Berasategi ha citato in giudizio i produttori per plagio, accusando che la maggior parte del film era stata sviluppata sotto la sua direzione e che Ruiz de Austri e Varela avevano ricevuto indebito credito per ciò che era stato realizzato. Berasategi alla fine vinse la causa e ottenne il riconoscimento legale come regista del film. Ciò si riflette nelle versioni più recenti del film, in cui il credito del regista originale è sostituito con un nuovo credito per Berasategi.
Una versione doppiata in inglese non è stata rilasciata fino al 1997 in Nord America come direct-to-video da Plaza Entertainment e Nelvana nel 1997.

## Trama
Molto tempo fa, le grandi forze della natura (la Terra, il Vento, il Fuoco e l'Acqua) regnavano in armonia tra loro. Finché un giorno una di queste forze, il glaciale Vento del Nord, sconvolse l'equilibrio portando il freddo e il gelo in tutto il mondo. Ma due popoli umani, i balenieri baschi di San Sebastián e gli indiani Mi'kmaq di Terranova, si allearono con le altre forze della natura e riuscirono a intrappolare il Vento del Nord in un vaso sacro. Con la sconfitta del Vento del Nord, si stabilì un patto d'amicizia tra i due popoli: continuare a proteggere l'equilibrio della natura per impedire per sempre al Vento del Nord di fuggire; questo patto venne rinnovato ogni anno, di generazione in generazione.
XVII secolo, il malvagio baleniere europeo Atanasio, per mettere le mani su un grosso branco di balene, tenta scioccamente di liberare i poteri del Vento del Nord per trovare le balene e diventare ricco. Ora il figlio del capo tribù dei Mi'kmaq, Watuna, e i figli del capitano dei balenieri baschi, Anna e Leo, devono unire le forze per sconfiggere il malvagio Atanasio prima che liberi il Vento del Nord, evitando che una nuova glaciazione si scateni sul mondo.

## Produzione
Il film è stato girato in Spagna con il titolo provvisorio The Whalers, prima di essere distribuito nel 1992 con il titolo The Legend of the North Wind.
Originariamente, il film fu montato accreditando Maite Ruiz de Austri e Carlos Varela come registi, ma Berasategi fece causa ai produttori per plagio, sostenendo che la maggior parte del film era stato realizzato sotto la sua direzione e che Ruiz de Austri e Varela avevano ricevuto un'attribuzione impropria. Berasategi vinse la causa e ricevette il riconoscimento legale per aver diretto il film. Questa sentenza del processo si riflette nelle ultime edizioni del film, in cui i registi originariamente apparsi nei titoli di coda sono stati sostituiti da Berasategi.
Il noto ex showman televisivo, webmaster, regista, produttore e attore spagnolo di film pornografici Torbe (Ignacio «Natxo» Allende Fernández) ha lavorato al film come fumettista, animatore/assistente all'animazione, e appare nei titoli di coda come "Nacho Allende".

## Sequel
Nel 1993 è stato prodotto il seguito intitolato Il ritorno del Vento del Nord (Ipar haizearen itzulera) nel 1993, nonché una serie televisiva composta da 13 episodi di 20 minuti ciascuno.

## Polemiche sulla paternità
Balearenak è un film inedito del 1991 diretto da Juan Bautista "Juanba" Berasategi, che dopo tante peripezie riuscì a essere portato a termine grazie alla società di produzione EPISA, che lo aveva acquistato nel 1990 per 64 milioni di pesetas. Poiché Berasategi non lo ha consegnato, EPISA ha dovuto fornire numerose altre risorse economiche e umane per completarlo.
La leggenda del vento del nord è considerata una versione di Balearenak autorizzata dal Ministero della Cultura, dagli sceneggiatori originali e dallo stesso regista. Berasategi non voleva figurarvi come tale, poiché secondo lui questa versione era una brutta copia, con materiali scartati dalla precedente, e dove cambiava solo la colonna sonora. Per questo motivo, la società di produzione EPISA non lo ha incluso nei titoli di coda insieme agli altri due registi, Carlos Varela e Maite Ruiz de Austri.
Berasategi ha denunciato Episa sostenendo che La Leggenda del Vento del Nord fosse un grossolano plagio della sua opera Balearenak, film d'avventura dal marcato accento ambientalista di cui la stampa parlava già all'inizio del 1991. In una sentenza emessa dal Tribunale Provinciale di Álava il 24 marzo 1999, dichiarato definitivo dalla Corte Suprema il 3 maggio 2001, è stato riconosciuto come autore Juanba Berasategi, ritenendo corretta l'affermazione di quest'ultimo secondo cui sarebbe stato sostituito da Maite Ruiz de Austri e Carlos Varela. I fatti furono presentati come una violazione del diritto d'autore dovuta a "copia o plagio".
Berasategi è diventato quindi l'unico regista riconosciuto del film. Nonostante la sua iniziale denuncia per plagio, non dispiacque essere riconosciuto anche come regista dell'opera presumibilmente plagiata, trattandosi di un caso forse unico nella storia del cinema, in cui la parte offesa non chiede la distruzione dell'opera plagiata ma chi la assume come autrice, nonostante l'abbia pubblicamente denigrata.